# Trichoncus kenyensis
Trichoncus kenyensis là một loài nhện trong họ Linyphiidae.
Loài này thuộc chi Trichoncus. Trichoncus kenyensis được Konrad Thaler miêu tả năm 1974.